# Baron Karl

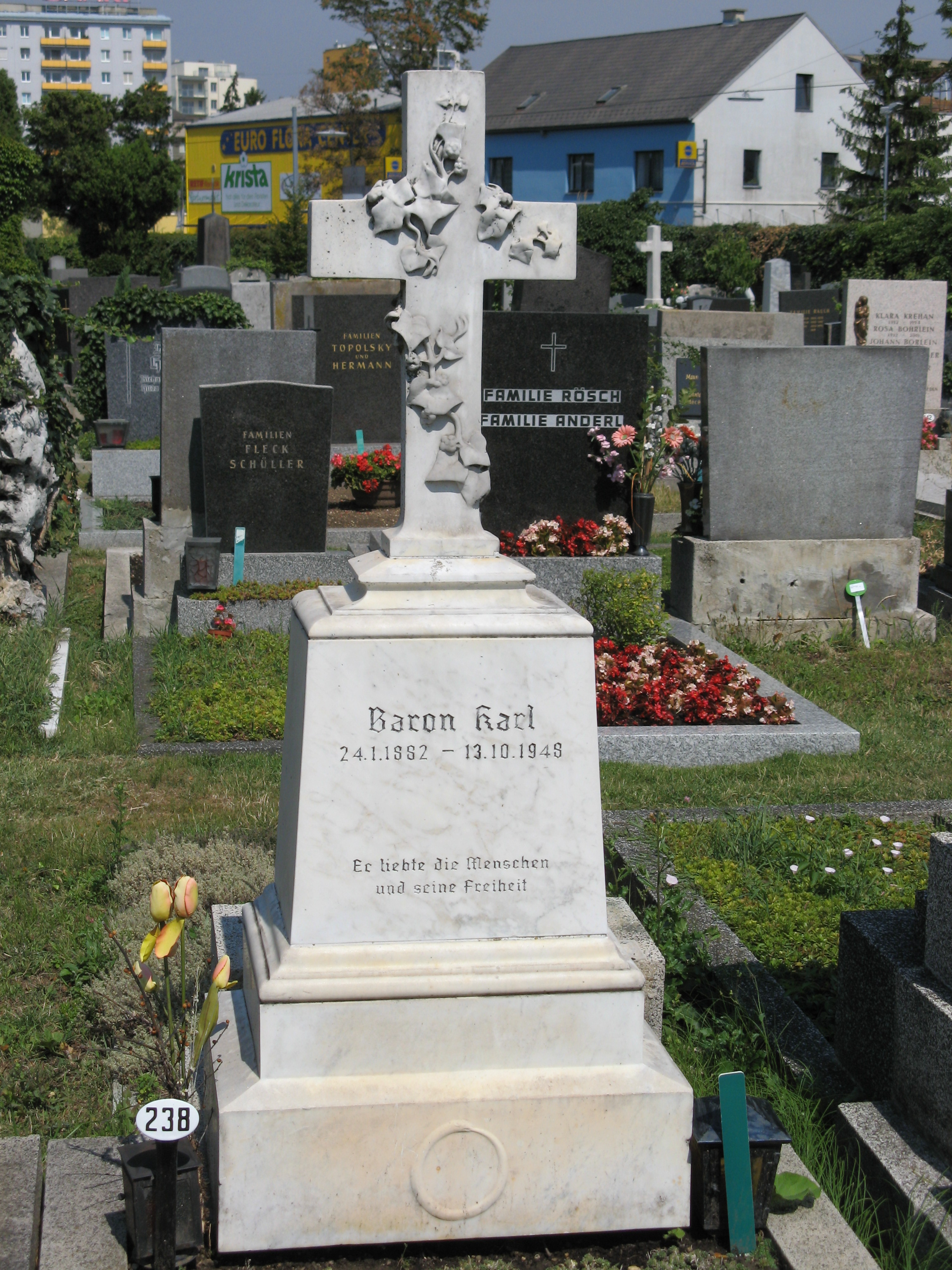
Tombe du Baron Karl au cimetière évangélique de Matzleinsdorf.

Baron Karl (appelé aussi Baronkarl, né Karl Baron le 24 janvier 1882, mort le 13 octobre 1948 à Vienne) est un personnage original de Vienne (de).

## Biographie
Karl Baron jouissait d'une bonne réputation à Vienne dans le quartier de Favoriten même s'il n'était qu'un sans domicile fixe. Il devient célèbre en particulier entre les deux guerres et après la Seconde Guerre mondiale. Il existe de nombreuses anecdotes et histoires sur lui dont il est difficile de dire si elles sont vraies et fausses.
Baron Karl meurt renversé par une voiture. Des milliers de personnes assistent à son enterrement au cimetière central de Vienne. Depuis 1995, sa tombe se trouve au cimetière évangélique de Matzleinsdorf (Groupe 15, n°238), elle est toujours entretenue.
À cause des histoires orales à son sujet, l'écrivain Peter Henisch a fait du Baron Karl le héros d'un de ses livres. En 1995, une rue est baptisée à son nom dans le quartier de Favoriten.

## Source, notes et références
- (de) Cet article est partiellement ou en totalité issu de l’article de Wikipédia en allemand intitulé « Baron Karl » (voir la liste des auteurs).
- Peter Henisch: Vom Baronkarl. Weitra: Bibliothek der Provinz, 1993
- Friederike Kraus: Der Baron-Karl – Ein Bezirksoriginal. in: Wiener Originale der Zwischenkriegszeit. Diplomarbeit Universität Wien, Wien 2008 (Version en ligne)